# Tisamenos
Tisamenos nebo Tísamenos nebo Tísamenés (starořecky Τισαμενός) byl v řecké mytologii král Sparty, Mykén a Argu.
Tisamenos byl syn mykénského krále Oresta a Hermiony, dcery spartského krále Menelaa. Menelaos svou dceru Hermionu původně provdal za Achillova syna Neoptolema, ale Orestes Neoptolema zabil a oženil se s Hermionou. Tisamenos měl nevlastního bratra Penthila, jehož jejich otec Orestes měl s Erigonou, dcerou Aigistha. Následník trůnu Tisamenos byl otcem synů, Kometa, Daidamena, Spartóna, Tellida a Leontomenea.
Tisamenos vládl jen tři roky, neboť na Peloponésu po tvrdých bojích prapravnoučat Hérakla, Temenos, Kresfontes a Aristodémos po vládě větve potomků Pelopa obnovili vládu Heraklovců. Po dobytí Peloponésu si pak vítězové rozdělili území losem. Temenos dostal Argolis, Kresfontes Messenii, Lakonie připadla dětem Aristodéma - dvojčatům Eurysthenovi a Prokleovi, protože Aristodéma ještě před posledním útokem Dórů zabil blesk.
Příběh posledních chvil Tisamenova života známe ve dvou různých verzích. Podle jedné Tisamenos zemřel v bojích o svou zemi, jakož i jeho spojenci, synové Aigimia, bratři Pamfylos a Dymas. Jiná verze říká, že po dobytí jeho země uprchl do Achaje, kde se nakrátko stal králem. Dle Pausania ho ale Achajci nepřijali a dali se s ním do boje a v bitvě Tisamena zabili. Jeho kosti byly na podnět nejvýznamnějšího orákula starověku od Delfské věštírny později přeneseny do Sparty, kde ho pohřbili.
Dnešní historici dobytí Peloponésu přibližně dvě generace po trojské válce potvrzují. Byl to starořecký kmen Dórů, který kolem roku 1200 před n. l. zničil centra mykénské kultury a původní achájské obyvatelstvo si buď podrobil, nebo vyhnal.